# マッテラニア (小惑星)
マッテラニア (883 Matterania) は小惑星帯にある小惑星。マックス・ヴォルフがハイデルベルクのケーニッヒシュトゥール天文台で発見した。なお、リヒャルト・ショールも同じ夜にハンブルクで独立して発見している。
ヴォルフが観測に使う写真乾板を作っていたアウグスト・マッターに因んで名付けられた。